# Міхіракула
Міхіракула — найвідоміший правитель ефталітів, його володіння знаходилось на території нинішніх Афганістану, Пакистану та північної і центральної Індії. Міхіракула був сином Торамани, тегина (вторинного принца) індійської частини ефталітів. Міхіракула керував своєю імперією від 502 до 530 року.
Китайський мандрівник VII століття Сюаньцзан у своїх «Описах Західних регіонів» характеризує Міхіракулу як могутнього та сміливого правителя, який значно розширив територію своїх володінь за рахунок сусідніх держав. Візантійський купець та мандрівник Козьма Індикоплов також стверджує, що за правління Міхіракули імперія ефталітів досягла найбільшого розквіту. Напис, що зайдений у Гваліорі, присвячений 15 річниці правління Міхіракули, а отже територія його держави простягалась як мінімум до цього міста. Індійські джерела описують Міхіракулу як жорстокого тирана. Він був прихильником індуїстського бога Шиви. З іншого боку був противником буддизму. Китайський мандрівник Сунюнь у своїй доповіді 520 року писав, що Міхіракула переслідував буддистів та здійснював масові розправи. Такі репресії, можливо, були однією з причин занепаду буддизму у регіоні.

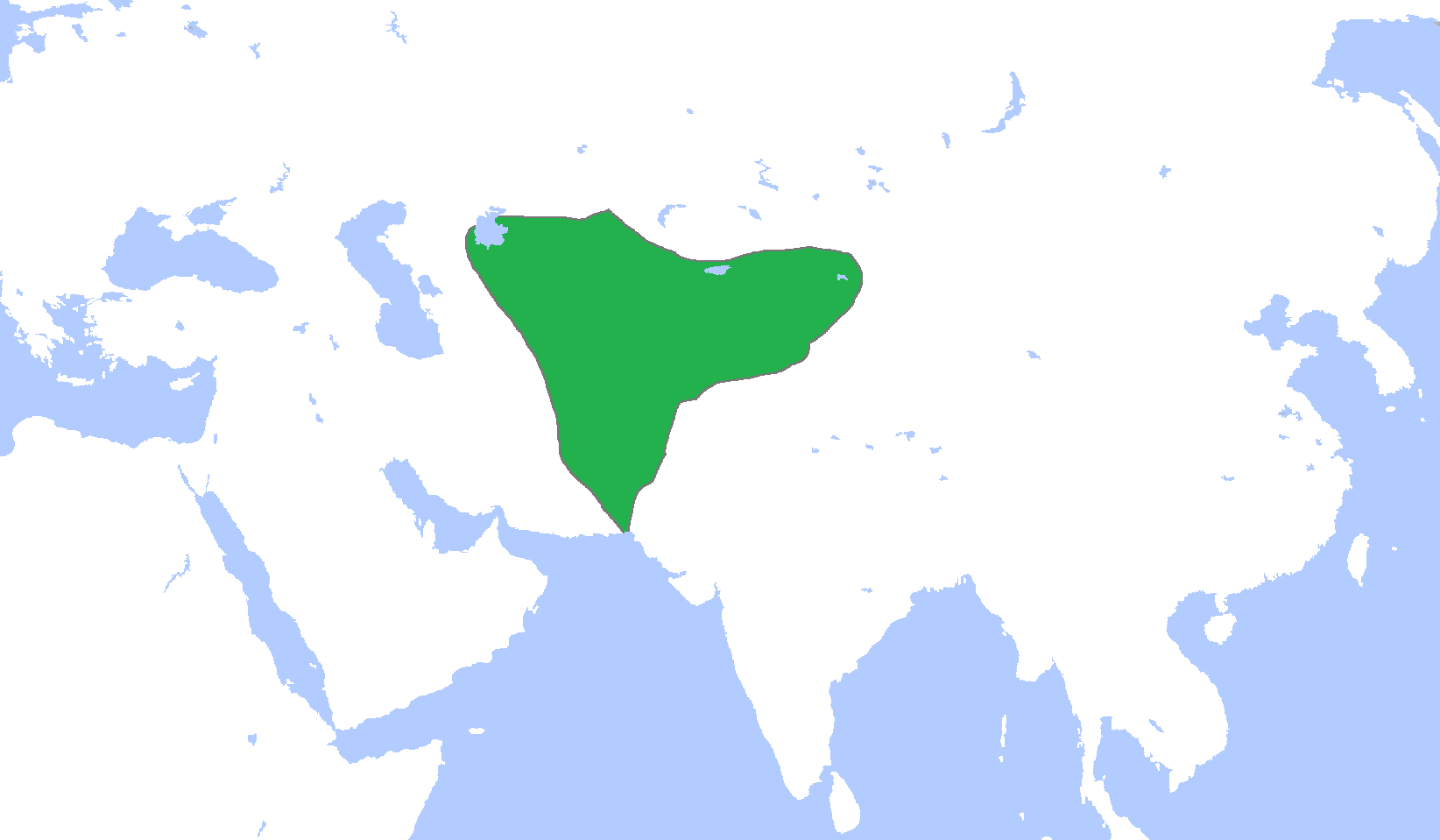
Держава ефталітів і алхон-уннів за панування Міхіракули

Метою Міхіракули було, мабуть, завоювання всієї Північної Індії. Проте він зазнав поразки у 528 році від малвійського магараджі Ясодхармана та від імператора Гуптів Нарасімагупти Баладітья. В останнього він навіть був у полоні. За цей час владу серед ефталітів захопив його брат. Міхіракула змушений був перебратися до Кашміру, де його радо прийняв місцевий правитель. Через кілька років Міхіракула підняв бунт проти царя Кашміру і захопив владу. Потім він вторгся у Гандхару, вбив багатьох її жителів і зруйнували буддійські святині. Його вигнав звідси гуптський імператор Кумарагупта III. Міхіракула незабаром після цього помер від хвороби. Його держава розпалася на 2 частини: в першій (Тохаристан і Трансоксіана) запанував син Торамана II, в другій (Кашмір і Пенджаб) — брат Праварасена.